# Huminstoff
Huminstoffe sind hochmolekulare Stoffe des Humusbodens, die eine uneinheitliche (amorphe), makromolekulare Struktur aufweisen. Sie können als erstes halbwegs stabiles, dunkel gefärbtes Aufbauprodukt aus der Materie eines toten Lebewesens bezeichnet werden.
Obwohl der chemische Aufbau der Makromoleküle großteils nicht festlegbar ist, so ist doch die Grundstruktur zu erkennen. Die Huminstoffe bestehen aus Kernen, Brücken und reaktiven Seitengruppen. Als Kerne kommen häufig Benzol, Indol, Pyrrol, Naphthalin, Pyridin, Chinolin oder auch Furan vor. Als Brücken fungieren vornehmlich Sauerstoff, Stickstoff, Kohlenstoff, einfache Kohlenwasserstoffe oder sekundäre Carbonsäureamide. Bei den Seitengruppen sind im Wesentlichen Carboxy-, Carbonyl-, Methoxy-, Amino- und Hydroxy-Gruppen beteiligt. Hinsichtlich ihrer chemischen Struktur lassen sich Huminstoffe lediglich statistisch beschreiben, da sie ein von Ort zu Ort und von Jahreszeit zu Jahreszeit wechselndes Stoffgemisch bilden.

## Einteilung
Man unterscheidet:
- Humine: unlösliche Stoffe;
- Fulvosäuren: sind im Sauren und Basischen gut löslich;
- Huminsäuren: sind im Basischen löslich und dienen zum Beispiel zur Bindung von Schwermetallen.

## Anteil in Böden
Huminstoffe liegen je nach Boden in unterschiedlichen Anteilen vor:
- Ackerböden: 1–2 %
- Schwarzerde: 2–7 %
- Wiesen: ca. 10 %
- Moorböden: 10–20 %

## Ökologische Eigenschaften

### Nahrungsquelle
Huminstoffe sind aufgrund ihres hochmolekularen Charakters schwer abbaubar. Der Abbau erfolgt in der Regel cometabolisch (siehe auch Priming-Effekt) und unter aeroben Bedingungen. Cometabolisch heißt, dass die Huminstoffe nicht als alleinige Kohlenstoffquelle genutzt werden, sondern lediglich zur Versorgung mit Nährstoffen (vor allem Stickstoff, Schwefel, Phosphor) dienen können. Huminstoff-abbauende Mikroorganismen sind zum Beispiel Actinomyceten, Streptomyceten, Pseudomonas und Pilze, wie Ständerpilze oder Penicillium (siehe Penicillin).

### Wirkung auf Pflanzen
In Laborversuchen konnte vielfach eine Förderung des Pflanzenwachstums durch Huminstoffe beobachtet werden. Dies wird auf folgende Ursachen zurückgeführt:
- Huminstoffe haben eine hohe Kationen-Austausch-Kapazität (gute Verfügbarkeit von Kationen).
- Mineralisierung bedeutet eine Lieferung von Nährstoffen (Stickstoff, Schwefel, Phosphor).
- Huminstoffe haben eine hormonähnliche Wirkung, wobei nicht geklärt ist, ob die Huminstoffe selbst hormonartig wirken oder die Hormone an ihren Oberflächen adsorbiert sind.
- Huminstoffe unterstützen die Aufnahme von Mikronährstoffen, zum Beispiel Eisen und Kupfer.
- Durch ihre Eigenschaften, Metallionen (vor allem Aluminium) binden zu können, findet lokale Detoxifizierung statt.

### Wirkung auf Wassertiere
Untersuchungen am Fadenwurm Caenorhabditis elegans haben gezeigt, dass Huminstoffe einen chemischen Stress ausüben, welcher jedoch positive Auswirkungen auf den Organismus haben kann, wenn er nicht zu stark ist. Die einigen Huminstoffen ausgesetzten Tiere erwerben multiple Stressresistenzen, die sogar lebensverlängernd wirken können. 
Bei Embryonen und Jungfischen, etwa denen des Schwertträgers, verbesserten sich während Zugabe des synthetischen Huminstoffpräparates HS 1500 die Gewichtszunahme und das Größenwachstum. Zusätzlich entwickelten die untersuchten Populationen überwiegend weibliche Jungfische aus, sodass von einem östrogenen Potential der Huminstoffe ausgegangen werden kann.

## Nachweise
1. ↑  Scheffer/Ulrich Lehrbuch der Agrikulturchemie und Bodenkunde, III. Teil, Humus und Humusdüngung, Erster Band, 2. Aufl., 1960
2. ↑  Kuntze/Roeschmann/Schwerdtfeger Bodenkunde, 5. Aufl., 1994, ISBN 3-8252-8076-4
3. ↑  Steinberg/Menzel Huminstoffe - totes Material höchst aktiv. Studien über lebenswichtige braune Geopolymere in Aquaristik Fachmagazin Nr. 205, Februar/März 2009 ISSN 1437-4854
4. ↑  Steinberg/Menzel Huminstoffe - totes Material höchst aktiv. Studien über lebenswichtige braune Geopolymere in Aquaristik Fachmagazin Nr. 206 April/Mai 2009 ISSN 1437-4854